# Parafia Wniebowzięcia Najświętszej Maryi Panny w Gdyni
Parafia Wniebowzięcia Najświętszej Maryi Panny w Gdyni – parafia Kościoła Polskokatolickiego w RP, położona w dekanacie pomorsko-warmińskim diecezji warszawskiej. Od samego początku powstania parafii jej wierni zamieszkują nie tylko Gdynię, ale także Rumię, Redę, Puck oraz Wejherowo. Msze św. celebrowane są w niedzielę o 11:00.

## Historia
Idea Kościoła Polskokatolickiego dotarła do Gdyni pod koniec lat 50. XX wieku. W 1958 na polecenie bpa Juliana Pękali mała, lecz aktywna grupa wiernych dokonała wykupu placu przy ul. Warszawskiej 7 w Gdyni. Dodatkowo sytuację wspólnoty wspomogło w tym czasie głośne przejście gdyńskiego rzymskokatolickiego duchownego ks. Stanisława Maćkowiaka wraz z kilkudziesięcioma osobami do Kościoła Polskokatolickiego. Erygowanie parafii nastąpiło 15 sierpnia 1958, natomiast rok później wierni mogli modlić się już w nowej świątyni. W 1963 ks. Maćkowiak zostaje przeniesiony do pracy w Wyższym Seminarium Duchownym Kościoła Polskokatolickiego, jego następcą zostaje ks. Zygmunt Mędrek, który będzie pełnił stanowisko proboszczowskie do 1977, gdy wyjedzie do Polskiego Narodowego Kościoła Katolickiego, by tam pełnić służbę duszpasterską w Chicago. Po ks. Mędrku, probostwo objął ks. Jerzy Bajorek. Obecnie proboszczem parafii jest ks. Kamil Korpik.